# 1935 v loďstvech
Tento článek obsahuje významné události v oblasti loďstev v roce 1935.

## Lodě vstoupivší do služby
- 1935  D`Iberville – avízo třídy Bougainville
- 28. ledna –  Émile Bertin – lehký křižník
- 12. dubna –  HMS Ajax (22) – lehký křižník třídy Leander
- 24. září –  HMAS Sydney (1934) – lehký křižník třídy Leander
- 31. prosince –  La Galissonnière – lehký křižník stejnojmenné třídy

## Lodě vyřazené ze služby
- RMS Olympic – zaoceánský parník třídy Olympic